# David C. Berliner
David C. Berliner (* 1938) ist ein US-amerikanischer Psychologe mit dem Schwerpunkt Pädagogische Psychologie. Er war von 1997 bis 2010 Professor und Dekan des Mary Lou Fulton Institute and Graduate School of Education an der Arizona State University
Berliner promovierte in Erziehungspsychologie an der Stanford Graduate School of Education und erhielt mehrere Ehrendoktorate, darunter von der University of Massachusetts Amherst.
Berliner publizierte mehr als 200 Artikel und Bücher, darunter den Bestseller The Manufactured Crisis (mit B.J. Biddle) und sechs Auflagen von Pädagogische Psychologie. Sein Versuch, seine Universitätsabteilung in Arizona zu einem führenden erziehungswissenschaftlichen Institut der USA auszubauen, scheiterte an den Finanzen und seiner kritischen Einstellung zur Schulpolitik Arizonas.
Berliner war der Präsident der American Educational Research Association und der Abteilung Educational Psychology der American Psychological Association. Berliner ist noch ein Regents’ Professor Emeritus of Education der Arizona State University.
Berliner hat die biografische Entwicklung von Lehrkräften untersucht und dabei verschiedene Stadien vom 'Novizen' bis zum 'Experten' unterschieden, die in Deutschland auch von Rainer Bromme aufgegriffen weiterentwickelt wurden.

## Schriften
- mit Nathaniel L. Gage: Pädagogische Psychologie, Beltz, 5. Aufl. 1996 ISBN 978-3-621-27311-4

## Einzelbelege
1. ↑  Ewald Terhart: Was wissen wir über gute Lehrer?
2. ↑  Vom Novizen zum Experten - solokabarett. Abgerufen am 17. Juli 2020.

| Personendaten    | Personendaten                            |
| ---------------- | ---------------------------------------- |
| NAME             | Berliner, David C.                       |
| ALTERNATIVNAMEN  | Berliner, David                          |
| KURZBESCHREIBUNG | US-amerikanischer Entwicklungspsychologe |
| GEBURTSDATUM     | 1938                                     |